# Mantelvegetatie

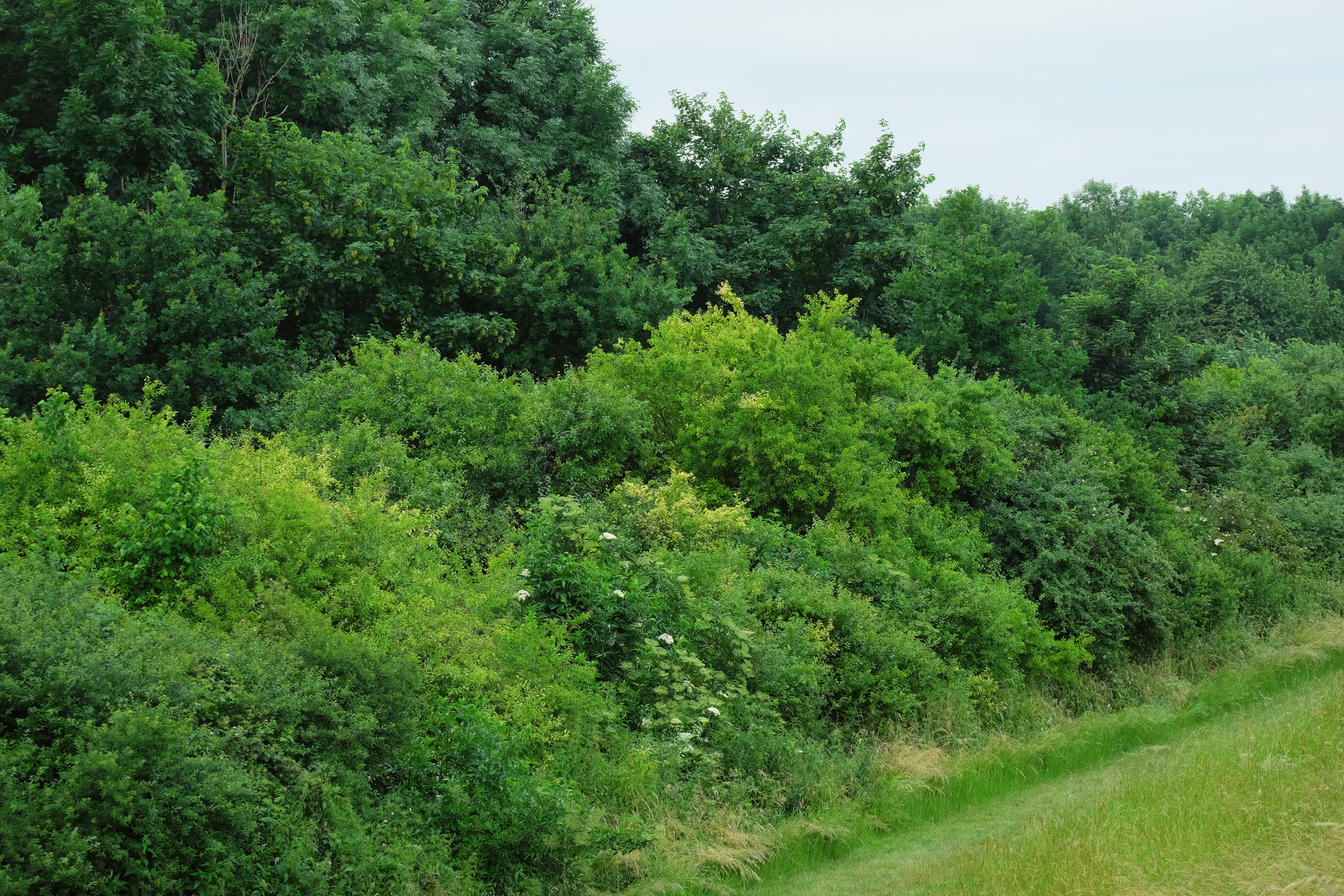
Een mantel langs een voedselrijk bos in de Over-Betuwe.

Een mantel, kort voor mantelvegetatie, ook wel bosmantel of mantelzone genoemd, is lintvormige vegetatie , waarin struiken dominant en aspectbepalend zijn. Het zijn struwelen die bij bosranden voorkomen. Bij bossen in natuurlandschappen komt vaak goed ontwikkelde mantelvegetatie in combinatie met zoomvegetatie voor, die enkele tientallen meters breed kunnen zijn. Bij bossen in halfnatuurlijke landschappen en cultuurlandschappen zijn mantelvegetaties vaak maar enkele meters breed. Mantelvegetaties komen voor op de overgang van bosranden en een lagere vegetatie, zoals grasland. De vegetatie vertoont dan meestal een duidelijke gemeenschapsgradiënt, en kan rijk zijn aan soorten.
In het kader van het verhogen van de biodiversiteit worden in het natuur- en landschapsbeheer aan de randen van bossen mantels ook aangeplant en beheerd.

## Syntaxonomie
Vanuit een syntaxonomisch oogpunt bekeken, kunnen mantels in Nederland en Vlaanderen voorkomen als plantengemeenschappen uit de onderstaande klassen.
- brummel-klasse (Lonicero-Rubetea plicati)
- klasse van brem- en gaspeldoornstruwelen (Cytisetea scopari-striati)
- klasse van doornstruwelen (Rhamno-Prunetea)
- klasse van wilgenbroekstruwelen (Franguletea)

## Fotogalerij

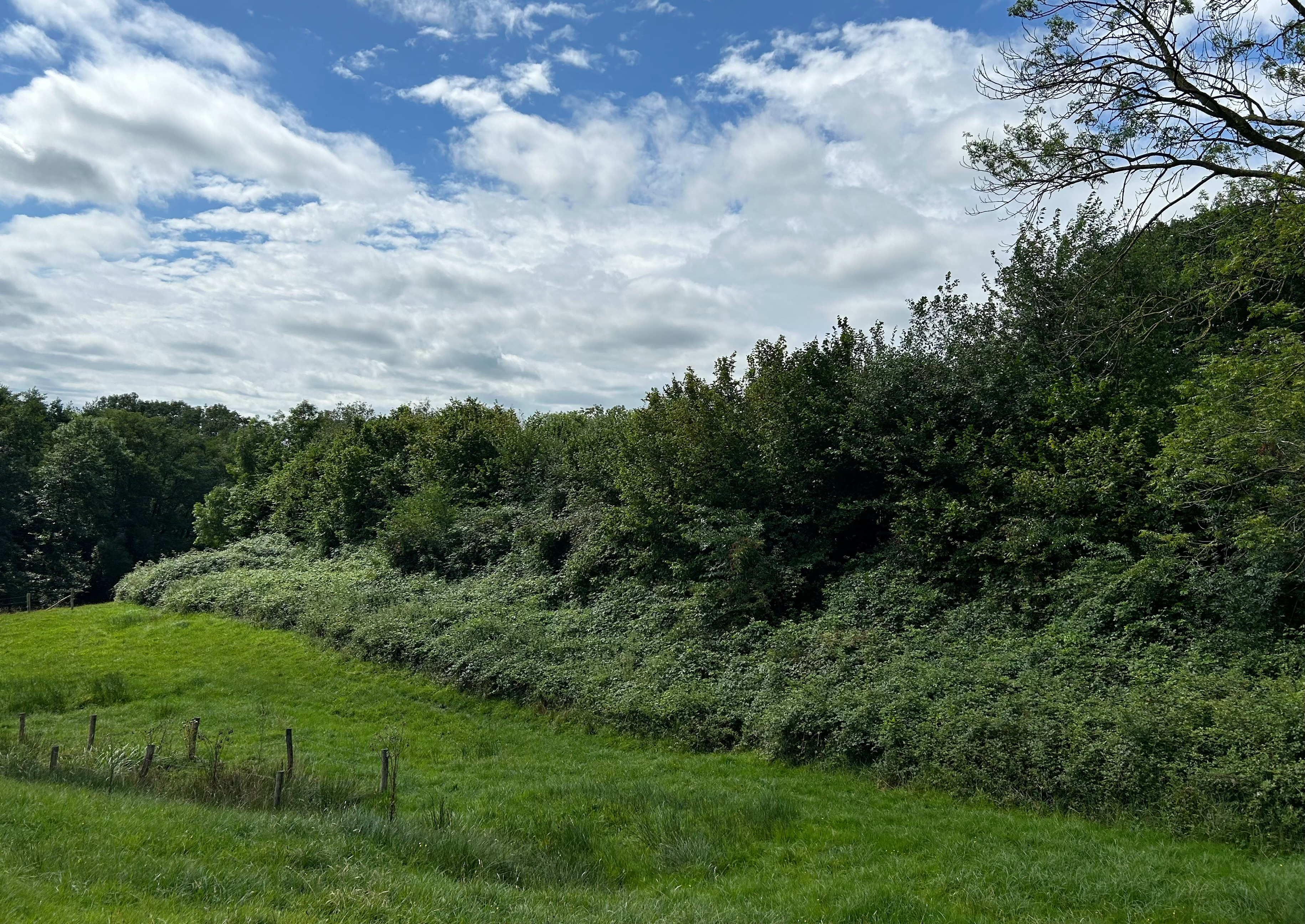
Zicht op een lange braammantel tussen loofbos en grasland
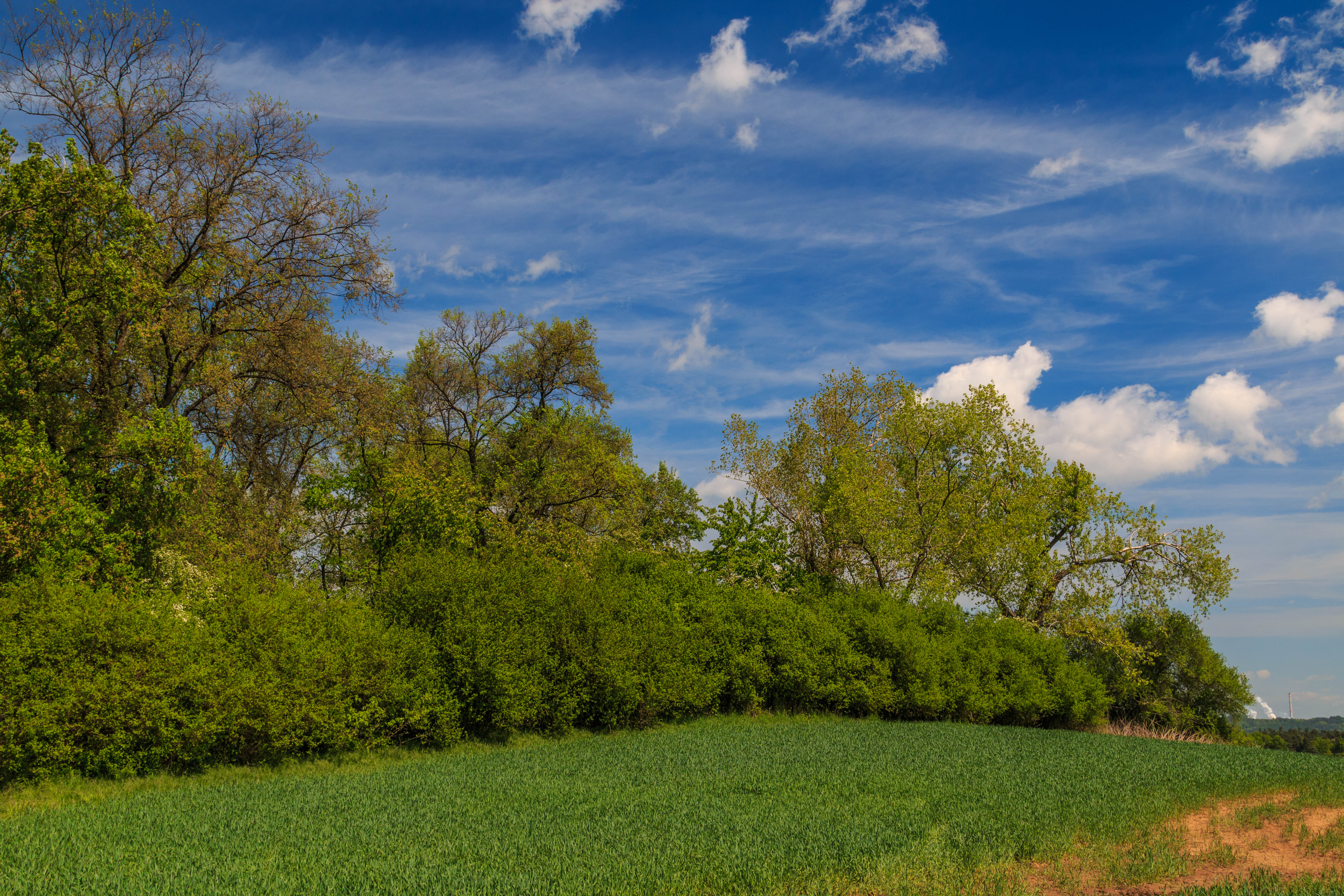
Zicht op een doornige mantel tussen loofbos en akkerland
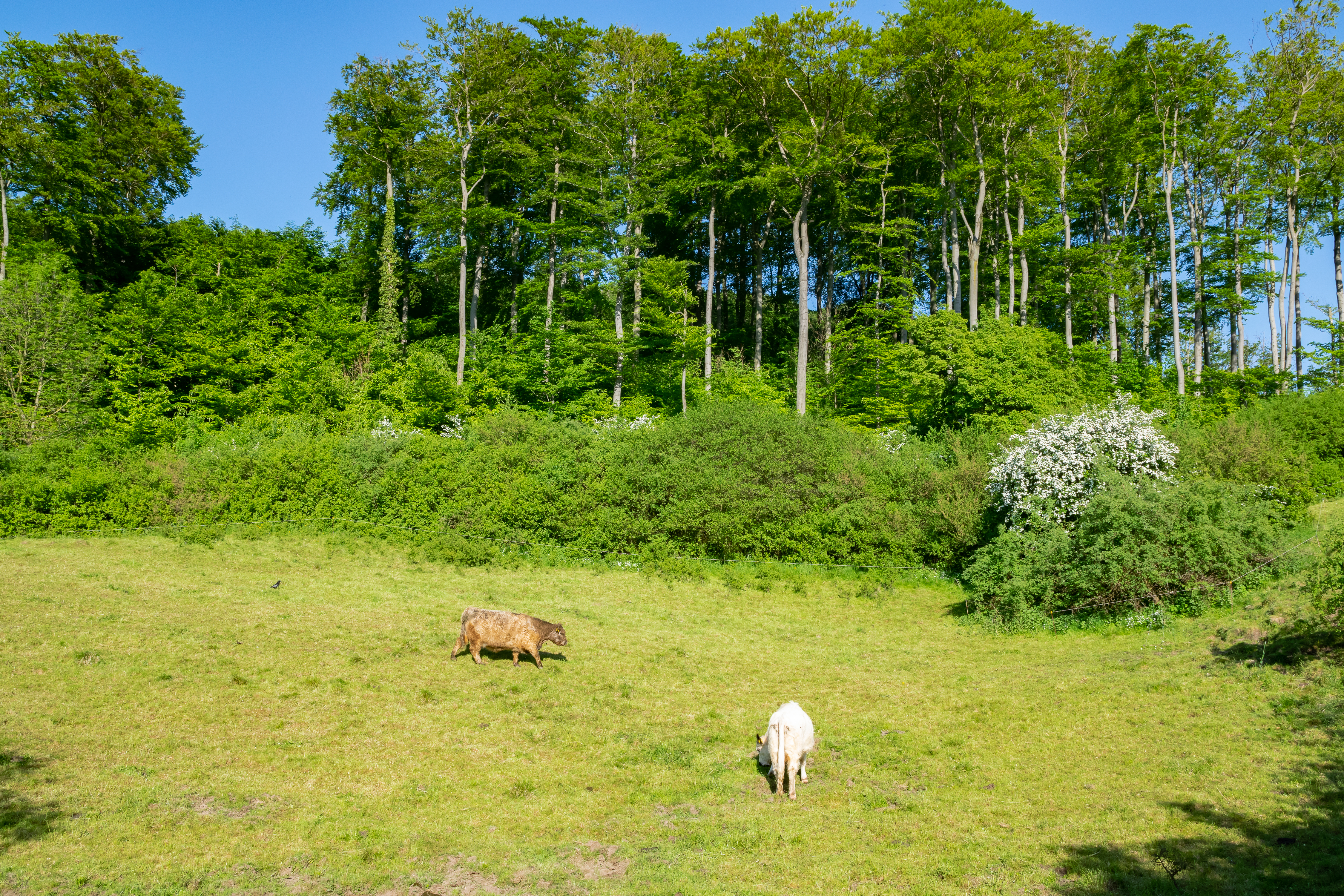
Een mantel tussen bos en weiland
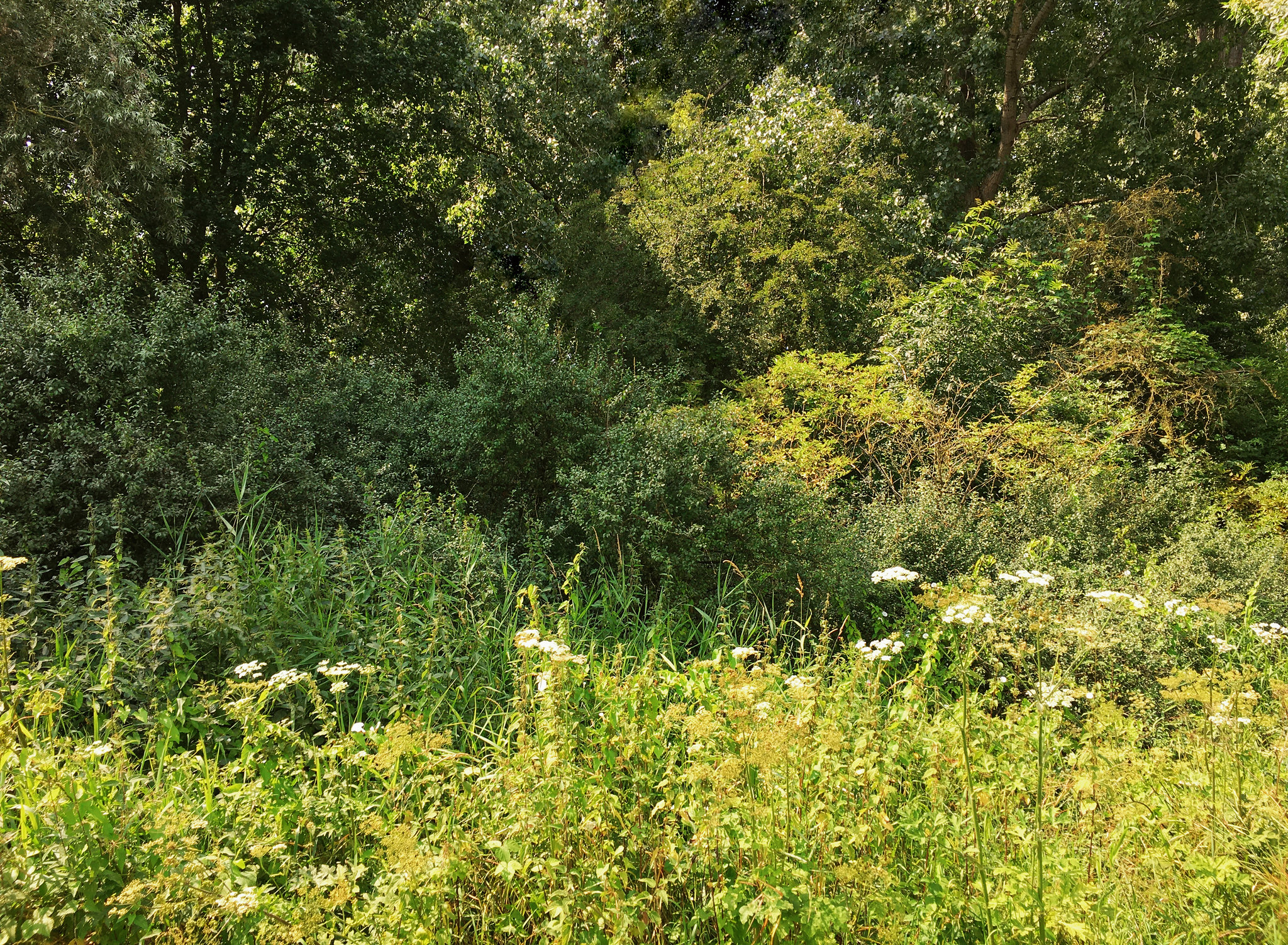
Bosrand met een mantel en zoom
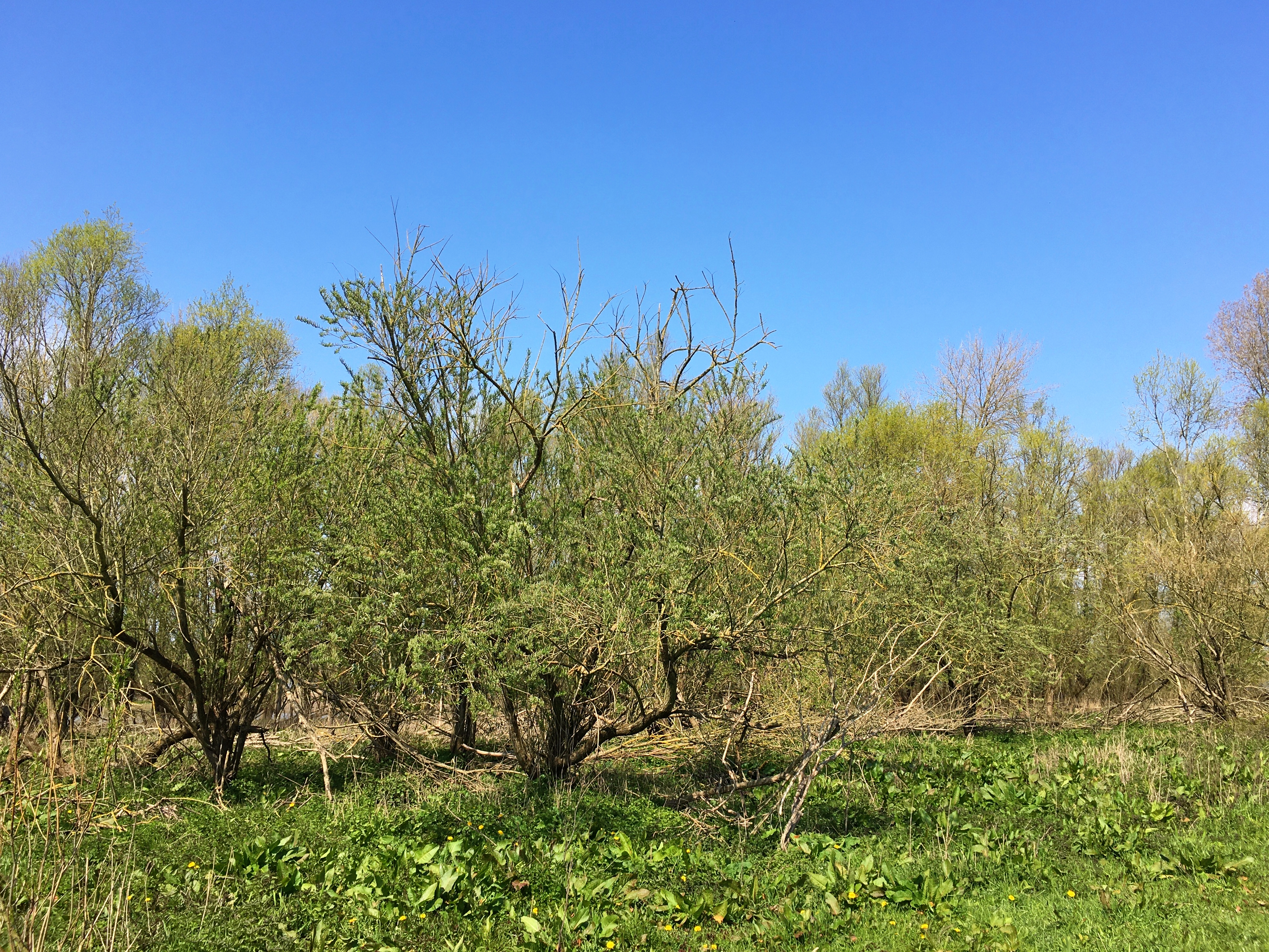
Vloedstruweel als brede mantelzone van een vloedbos
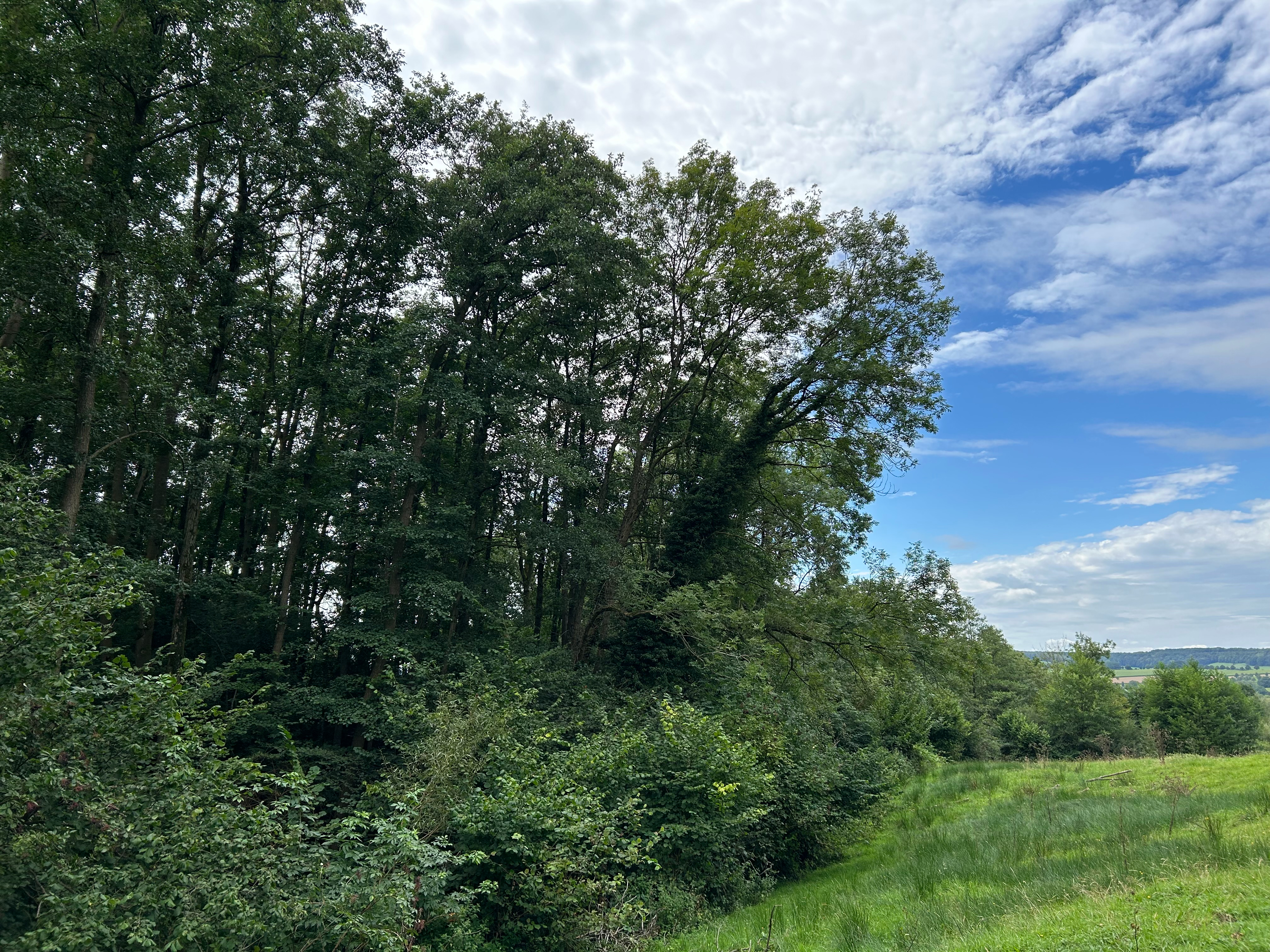
Een mantel tussen goudveil-essenbos en beekdalhooiland